# Chiesa di Maria Vergine Assunta (Dormelletto)
La chiesa di Maria Vergine Assunta, nota anche come chiesa di Santa Maria Assunta, è la parrocchiale di Dormelletto, in provincia e diocesi di Novara; fa parte dell'unità pastorale di Arona.

## Storia
La chiesa di Maria Vergine Assunta di Dormelletto fu costruita tra i secoli XI e XII; si sa che fu consacrata dal vescovo di Novara Litifredo, in carica dal 1123 al 1151, ma si ignora l'anno esatto.
Nei secoli successivi l'edificio venne a più riprese rimaneggiato e restaurato.
La parrocchiale venne interessata nel 1620 da un ampliamento mediante l'aggiunta delle cappelle laterali, mentre tredici anni dopo iniziarono i lavori di erezione del campanile; una volta ultimata, la torre fu dotata nel 1644 della croce sommitale .
Nel 1936 venne realizzato un intervento in occasione del quale vennero edificate due ulteriori cappelle laterali.

## Descrizione

### Esterno
La facciata della chiesa, rivolta a sudovest, è preceduta da un ampio portico sorretto da colonne e pilastri e presenta centralmente il portale d'ingresso, protetto da una protiro affrescato.
Annesso alla parrocchiale è il campanile a base quadrata, la cui cella presenta su ogni lato una monofora a tutto sesto ed è coronata dalla cupola poggiante sul tamburo.

### Interno
L'interno dell'edificio, riccamente decorato, si compone di un'unica navata, sulla quale si affacciano le cappelle laterali, introdotte da ampi archi a tutto sesto, e le cui pareti sono scandite da lesene, sopra i cui capitelli corre la trabeazione modanata e aggettante sorreggenti le volte; al termine dell'aula si sviluppa il presbiterio, rialzato di alcuni gradini, delimitato da balaustre e chiuso dall'abside.
Qui sono conservate diverse opere di pregio, la maggiore delle quali è la statua avente come soggetto la Madonna del Rosario, intagliata nel 1630 da Bartolomeo Tiberino.